# 海港之夜
《海港之夜》（俄语：Вечер на рейде），苏联海军军歌，作于1941年，瓦西里·索洛维约夫-谢多伊作曲，亚历山大·德米特里耶维奇·丘尔金作词。作品创作于苏德战争期间，当时瓦西里·索洛维约夫-谢多伊正在列宁格勒港帮助搬运木料，休息期间他听到马蒂号布雷艇上水兵的手风琴声和歌声，受到触动，回家后写下了曲谱。评论认为，这首军歌是苏联“战时抒情曲”军歌的开路之作。